# هاري بروملي دافنبورت
هاري بروملي دافنبورت (بالإنجليزية: Harry Bromley Davenport)‏ هو منتج أفلام وملحن وكاتب سيناريو ومخرج بريطاني، ولد في 15 مارس 1950 في لندن في المملكة المتحدة.

## وصلات خارجية
- هاري بروملي دافنبورت على موقع IMDb (الإنجليزية)
- هاري بروملي دافنبورت على موقع ألو سيني (الفرنسية)
- هاري بروملي دافنبورت على موقع أول موفي (الإنجليزية)
- هاري بروملي دافنبورت على موقع قاعدة بيانات الأفلام السويدية (السويدية)
- هاري بروملي دافنبورت على موقع ديسكوغز (الإنجليزية)
- هاري بروملي دافنبورت على موقع قاعدة بيانات الفيلم (الإنجليزية)
- هاري بروملي دافنبورت على موقع كينوبويسك (الروسية)